# Хьюз, Джек
Джек Хьюз (англ. Jack Hughes, 14 мая 2001, Орландо, Флорида, США) — американский хоккеист. В настоящее время играет за клуб НХЛ «Нью-Джерси Девилз». Выбран клубом «Нью-Джерси Девилз» под общим 1-м номером на драфте 2019 года.

## Игровая карьера
После игры в юниорской команде «Торонто Мальборс» был выбран восьмым на драфте в хоккейной лиге Онтарио командой «Миссисога Стилхэдс». Однако, Джек уехал на родину, чтобы играть за юниорскую команду сборной США по хоккею.
12 июля 2019 года подписал 3-летний стандартный контракт новичка с «Нью-Джерси Девилз».
17 октября 2019 года Джек набрал своё первое очко в карьере НХЛ в матче против «Нью-Йорк Рейнджерс». Через 2 дня он забил свой первый гол в НХЛ в матче против «Ванкувер Кэнакс».
В сезоне 2021/22 набрал 56 очков (26+30) в 49 матчах. При этом Хьюз не получил ни одной штрафной минуты.
26 ноября 2022 года сделал свой первый хет-трик в НХЛ в игре против «Вашингтон Кэпиталз» (5:1), забросив три шайбы подряд в равных составах. Всего в сезоне 2022/23 набрал 99 очков (43+56) в 78 матчах. За весь сезон Хьюз получил всего 6 штрафных минут. В плей-офф набрал 11 очков (6+5) в 12 матчах.
В первых 6 матчах сезона 2023/24 набрал 17 очков (4+13), это лучший показатель в НХЛ с сезона 1995/96, когда Марио Лемьё также набрал 17 очков в 6 матчах на старте сезона. 16 декабря 2023 года Хьюз сделал хет-трик в ворота «Коламбус Блю Джекетс» (6:3).

## Международная карьера
Был призван на молодёжный чемпионат мира 2019 года до 20 лет, который проходил в Канаде. Там он со сборной США занял второе место, уступив в финале сборной Финляндии (2:3). Джек набрал 12 очков (5+7) и был назван лучшим игроком турнира.
Принял участие в чемпионате мира по хоккею 2019 года, проходившем в Словакии. Сыграл семь матчей за сборную США, отметившись тремя результативными передачами.

## Семья
Хьюз родился в еврейской семье, отпраздновал бар-мицву.
Джек вырос в хоккейной семье. У него два брата. Старший Куинн, играющий на позиции защитника, был выбран на драфте НХЛ 2018 года командой «Ванкувер Кэнакс» под общим 7-м номером. Младший брат Люк выбран «Девилз» в 2021 году под общим 4-м номером, а 8 апреля 2023 года подписал контракт новичка с «Нью-Джерси». Их отец Джим был капитаном команды колледжа города Провиденс. Также был помощником тренера в «Детройт Ред Уингз» и «Торонто Мейпл Лифс». Мать Эллен занималась лакроссом, футболом и хоккеем. Выступала за сборную США по хоккею и в 1992 году стала обладательницей серебряной медали на Чемпионате мира. Введена в зал славы Университета Нью-Гэмпшира. Дядя Марти в последний раз играл в Британской хоккейной лиге за «Данди Старс», а кузен Тедди за команду хоккейной лиги Восточного побережья «Манчестер Монаркс».

## Статистика
| Легенда | Легенда                    | Легенда | Легенда                   | Легенда | Легенда    |
| ------- | -------------------------- | ------- | ------------------------- | ------- | ---------- |
| И       | Количество проведённых игр | Штр     | Штрафное время            | +/−     | Плюс-минус |
| Г       | Голы                       | П       | Голевые передачи          | О       | Очки       |
| -       | Статистика неизвестна      | —       | Статистика не учитывалась |         |            |